# Lista de ministros-chefe da Casa Civil do Brasil
Esta é uma lista de ministros-chefe da Casa Civil da Presidência da República do Brasil.

## Era Vargas(2.ªe3.ªRepúblicas)
| Nº | Ministro                        | Fotografia             | Órgão                                  | Início                 | Fim                    | Presidente     |
| -- | ------------------------------- | ---------------------- | -------------------------------------- | ---------------------- | ---------------------- | -------------- |
| 1  | Gregório da Fonseca             |                        | Secretaria da Presidência da República | 4 de novembro de 1930  | 23 de abril de 1934    | Getúlio Vargas |
| 2  | Ronald de Carvalho              |                        | Secretaria da Presidência da República | 23 de abril de 1934    | 20 de julho de 1934    | Getúlio Vargas |
| 2  | Ronald de Carvalho              | 20 de julho de 1934    | Secretaria da Presidência da República | 29 de abril de 1935    |                        | Getúlio Vargas |
| 3  | Artur Guimarães de Araújo Jorge |                        | Secretaria da Presidência da República | 29 de abril de 1935    | 17 de maio de 1935     | Getúlio Vargas |
| 4  | Otto Prazeres                   |                        | Secretaria da Presidência da República | 17 de maio de 1935     | 15 de junho de 1936    | Getúlio Vargas |
| 5  | Luís Fernandes Vergara          |                        | Secretaria da Presidência da República | 15 de junho de 1936    | 10 de novembro de 1937 | Getúlio Vargas |
| 5  | Luís Fernandes Vergara          | 10 de novembro de 1937 | Secretaria da Presidência da República | 30 de novembro de 1938 |                        | Getúlio Vargas |
| 5  | Luís Fernandes Vergara          | Gabinete Civil         | 1 de dezembro de 1938                  | 29 de outubro de 1945  |                        | Getúlio Vargas |
| 6  | Lino Moreira                    | Gabinete Civil         |                                        | 30 de outubro de 1945  | 31 de janeiro de 1946  | José Linhares  |

## Período Populista(4.ª República)
| Nº | Ministro                               | Fotografia | Órgão          | Início                 | Fim                    | Presidente           |
| -- | -------------------------------------- | ---------- | -------------- | ---------------------- | ---------------------- | -------------------- |
| 7  | Gabriel Monteiro da Silva              |            | Gabinete Civil | 31 de janeiro de 1946  | 3 de dezembro de 1946  | Eurico Gaspar Dutra  |
| 8  | José Pereira Lira                      |            | Gabinete Civil | 16 de dezembro de 1946 | 31 de janeiro de 1951  | Eurico Gaspar Dutra  |
| 9  | Lourival Fontes                        |            | Gabinete Civil | 31 de janeiro de 1951  | 24 de agosto de 1954   | Getúlio Vargas       |
| 10 | José Monteiro de Castro                |            | Gabinete Civil | 24 de agosto de 1954   | 11 de novembro de 1955 | Café Filho           |
| 11 | Paulo de Lira Tavares                  |            | Gabinete Civil | 11 de novembro de 1955 | 31 de janeiro de 1956  | Nereu Ramos          |
| 12 | Álvaro Lins                            |            | Gabinete Civil | 31 de janeiro de 1956  | 5 de novembro de 1956  | Juscelino Kubitschek |
| 13 | Victor Nunes Leal                      |            | Gabinete Civil | 5 de novembro de 1956  | 10 de agosto de 1959   | Juscelino Kubitschek |
| 14 | José Sette Câmara Filho                |            | Gabinete Civil | 10 de agosto de 1959   | 21 de abril de 1960    | Juscelino Kubitschek |
| 15 | Osvaldo Maia Penido                    |            | Gabinete Civil | 21 de abril de 1960    | 31 de janeiro de 1961  | Juscelino Kubitschek |
| 16 | Francisco de Paula Quintanilha Ribeiro |            | Gabinete Civil | 31 de janeiro de 1961  | 25 de agosto de 1961   | Jânio Quadros        |
| 17 | Floriano Augusto Ramos                 |            | Gabinete Civil | 25 de agosto de 1961   | 8 de setembro de 1961  | Ranieri Mazzilli     |
| 18 | Hermes Lima                            |            | Gabinete Civil | 8 de setembro de 1961  | 18 de setembro de 1962 | João Goulart         |
| 19 | Evandro Lins e Silva                   |            | Gabinete Civil | 24 de janeiro de 1963  | 18 de junho de 1963    | João Goulart         |
| 20 | Darcy Ribeiro                          |            | Gabinete Civil | 18 de junho de 1963    | 31 de março de 1964    | João Goulart         |

## Ditadura militar(5.ª República)
| Nº | Ministro                            | Fotografia           | Órgão          | Início                | Fim                              | Presidente               |
| -- | ----------------------------------- | -------------------- | -------------- | --------------------- | -------------------------------- | ------------------------ |
| 21 | Getúlio de Moura                    |                      | Gabinete Civil | 2 de abril de 1964    | 15 de abril de 1964              | Ranieri Mazzilli         |
| 22 | Luís Viana Filho                    |                      | Gabinete Civil | 15 de abril de 1964   | 6 de maio de 1966                | Castelo Branco           |
| 23 | Luís Augusto Fraga Navarro de Brito |                      | Gabinete Civil | 6 de maio de 1966     | 15 de março de 1967              | Castelo Branco           |
| 24 | Rondon Pacheco                      |                      | Gabinete Civil | 15 de março de 1967   | 31 de agosto de 1969             | Costa e Silva            |
| 24 | Rondon Pacheco                      | 31 de agosto de 1969 | Gabinete Civil | 30 de outubro de 1969 | Junta militar brasileira de 1969 |                          |
| 25 | João Leitão de Abreu                |                      | Gabinete Civil | 30 de outubro de 1969 | 15 de março de 1974              | Emílio Garrastazu Médici |
| 26 | Golbery do Couto e Silva            |                      | Gabinete Civil | 15 de março de 1974   | 15 de março de 1979              | Ernesto Geisel           |
| 26 | Golbery do Couto e Silva            | 15 de março de 1979  | Gabinete Civil | 6 de agosto de 1981   | João Figueiredo                  |                          |
| 27 | João de Carvalho Oliveira           |                      | Gabinete Civil | 6 de agosto de 1981   | João Figueiredo                  | 12 de agosto de 1981     |
| 28 | João Leitão de Abreu                |                      | Gabinete Civil | 12 de agosto de 1981  | João Figueiredo                  | 15 de março de 1985      |

## Nova República(6.ª República)
| Nº | Ministro                                             | Fotografia | Órgão                           | Início                  | Fim                     | Presidente                |
| -- | ---------------------------------------------------- | ---------- | ------------------------------- | ----------------------- | ----------------------- | ------------------------- |
| 29 | José Hugo Castelo Branco                             |            | Gabinete Civil                  | 15 de março de 1985     | 14 de fevereiro de 1986 | José Sarney               |
| 30 | Marco Maciel                                         |            | Gabinete Civil                  | 14 de fevereiro de 1986 | 30 de abril de 1987     | José Sarney               |
| 31 | Ronaldo Costa Couto                                  |            | Gabinete Civil                  | 30 de abril de 1987     | 15 de dezembro de 1989  | José Sarney               |
| 32 | Luís Roberto Ponte                                   |            | Gabinete Civil                  | 21 de dezembro de 1989  | 15 de março de 1990     | José Sarney               |
| 33 | Marcos Antônio de Salvo Coimbra                      |            | Secretaria Geral da Presidência | 15 de março de 1990     | 2 de outubro de 1992    | Fernando Collor           |
| 34 | Henrique Hargreaves                                  |            | Casa Civil                      | 5 de outubro de 1992    | 1 de novembro de 1993   | Itamar Franco             |
| 35 | Tarcísio Carlos de Almeida Cunha                     |            | Casa Civil                      | 1 de novembro de 1993   | 8 de fevereiro de 1994  | Itamar Franco             |
| 36 | Henrique Hargreaves                                  |            | Casa Civil                      | 8 de fevereiro de 1994  | 1 de janeiro de 1995    | Itamar Franco             |
| 37 | Clóvis Carvalho                                      |            | Casa Civil                      | 1 de janeiro de 1995    | 1 de janeiro de 1999    | Fernando Henrique Cardoso |
| 38 | Pedro Parente                                        |            | Casa Civil                      | 1 de janeiro de 1999    | 1 de janeiro de 2003    | Fernando Henrique Cardoso |
| 39 | José Dirceu                                          |            | Casa Civil                      | 1 de janeiro de 2003    | 21 de junho de 2005     | Luiz Inácio Lula da Silva |
| 40 | Dilma Rousseff                                       |            | Casa Civil                      | 21 de junho de 2005     | 30 de março de 2010     | Luiz Inácio Lula da Silva |
| 41 | Erenice Guerra                                       |            | Casa Civil                      | 30 de março de 2010     | 16 de setembro de 2010  | Luiz Inácio Lula da Silva |
| 42 | Carlos Eduardo Esteves Lima                          |            | Casa Civil                      | 16 de setembro de 2010  | 1 de janeiro de 2011    | Luiz Inácio Lula da Silva |
| 43 | Antonio Palocci                                      |            | Casa Civil                      | 1 de janeiro de 2011    | 7 de junho de 2011      | Dilma Rousseff            |
| 44 | Gleisi Hoffmann                                      |            | Casa Civil                      | 8 de junho de 2011      | 3 de fevereiro de 2014  | Dilma Rousseff            |
| 45 | Aloizio Mercadante                                   |            | Casa Civil                      | 3 de fevereiro de 2014  | 1 de outubro de 2015    | Dilma Rousseff            |
| 46 | Jaques Wagner                                        |            | Casa Civil                      | 2 de outubro de 2015    | 21 de março de 2016     | Dilma Rousseff            |
| 47 | Luiz Inácio Lula da Silva                            |            | Casa Civil                      | 17 de março de 2016     | 18 de março de 2016     | Dilma Rousseff            |
| 48 | Eva Chiavon                                          |            | Casa Civil                      | 22 de março de 2016     | 12 de maio de 2016      | Dilma Rousseff            |
| 49 | Eliseu Padilha                                       |            | Casa Civil                      | 12 de maio de 2016      | 1 de janeiro de 2019    | Michel Temer              |
| 50 | Onyx Lorenzoni                                       |            | Casa Civil                      | 1 de janeiro de 2019    | 18 de fevereiro de 2020 | Jair Bolsonaro            |
| 51 | Walter Braga Netto                                   |            | Casa Civil                      | 18 de fevereiro de 2020 | 29 de março de 2021     | Jair Bolsonaro            |
| 52 | Luiz Eduardo Ramos                                   |            | Casa Civil                      | 29 de março de 2021     | 28 de julho de 2021     | Jair Bolsonaro            |
| 53 | Ciro Nogueira                                        |            | Casa Civil                      | 4 de agosto de 2021     | 30 de dezembro de 2022  | Jair Bolsonaro            |
| —  | Jônathas Assunção Salvador Nery de Castro (interino) |            | Casa Civil                      | 30 de dezembro de 2022  | 1 de janeiro de 2023    | Jair Bolsonaro            |
| 54 | Rui Costa                                            |            | Casa Civil                      | 1 de janeiro de 2023    | —                       | Luiz Inácio Lula da Silva |